# 関西医療技術専門学校
関西医療技術専門学校（かんさいいりょうぎじゅつせんもんがっこう）は、大阪府柏原市にあった専修学校である。
学校法人玉手山学園が運営する。医療ビジネス学科、介護福祉学科、理学療法学科、作業療法学科、診療情報管理専攻科、介護福祉専攻科を設置する。
2011年度より学生の募集を停止（医療秘書系および介護福祉学科は既存の短期大学に、理学療法学科および作業療法学科は、既存の大学にそれぞれ移行したため。）

## 沿革
- 1970年 - 関西女子短期大学附属歯科技工士学院として開校
- 1981年 - 関西女子医療技術専門学校と改称。男女共学とする
- 1998年 - 現校名となる
- 2011年 - 学生の募集を停止
- 2013年 - 閉校